# Vantage Point (film)
Vantage Point is een Amerikaanse actiefilm uit 2008 geregisseerd door de Engelsman Pete Travis. De productie werd genomineerd voor onder meer twee Taurus World Stunt Awards.

## Verhaal
Twee geheim agenten, Thomas Barnes (Dennis Quaid) en Kent Taylor (Matthew Fox), hebben de opdracht de Amerikaanse president Ashton (William Hurt) te beschermen tijdens een belangrijke top over terrorisme in Salamanca, Spanje. Tijdens zijn toespraak wordt de president neergeschoten en chaos volgt. Onder de getuigen bevinden zich een Amerikaanse toerist, Howard Lewis (Forest Whitaker) en een Amerikaanse tv-nieuwsproducent Rex (Sigourney Weaver). Door de gebeurtenis vanuit hun perspectief en die van zes andere getuigen te laten zien, wordt de schokkende waarheid achter de moordaanslag op de Amerikaanse president ontrafeld.

## Rolverdeling
- Dennis Quaid als Thomas Barnes
- Matthew Fox als Kent Taylor
- William Hurt als president Ashton
- Forest Whitaker als Howard Lewis
- Saïd Taghmaoui als Suarez
- Sigourney Weaver als Rex Brooks
- Bruce McGill als Phil McCullough
- Zoë Saldana als Angie Jones
- Édgar Ramírez als Javier
- Richard T. Jones als Holden

## Kenmerken
De film onderscheidt zich van andere in dit genre door de speciale wijze waarop het verhaal wordt verteld. Dit gebeurt namelijk door dezelfde gebeurtenis door de ogen van acht verschillende mensen te vertellen. Zo zien we bijvoorbeeld de grote menigte door de ogen van Lewis, als een grote gezellige mensenmassa, terwijl dezelfde menigte voor bodyguard Barnes een grote groep mensen is, waarbij iedereen een aanslag zou kunnen plegen, en waarin hij niemand kan vertrouwen. De eerste gedeeltes van de film zijn steeds persoonlijke verhalen, het laatste gedeelte van de film wordt niet door een individu verteld, maar is wat algemener.
De structuur van de film is vaak ten onrechte bestempeld als een Rashomoneffect, naar de beroemde film van Akira Kurosawa. In deze film gaat het om de subjectiviteit van de waarheid zoals getoond in meerdere perspectieven. In Vantage Point moeten de verschillende perspectieven als objectief worden beschouwd, en werkt de structuur eerder als een uit elkaar gevallen puzzel die stukje voor stukje weer in elkaar wordt gezet, zonder dat daarbij de gebeurtenissen van betekenis veranderen, zoals in Rashomon.

## Productie
Het grootste deel van de film is opgenomen in Mexico.
De scène waarbij de president wordt neergeschoten, en de toespraak van een Spaanse burgemeester die daaraan voorafgaat, werd opgenomen op de Plaza Mayor, het centrale plein van Salamanca. De scènes van Plaza Mayor in deze film werden echter in Mexico opgenomen, omdat het plein anders drie maanden zou moeten worden afgesloten. De "shots" vanuit de lucht zijn wel echt in Salamanca opgenomen.